# Gwihabaite
La gwihabaite è un minerale.

## Etimologia
Il nome deriva dalla località di scoperta, Gwihaba Cave, 280 km ad ovest di Maun, nel Botswana nordoccidentale